# Smittia flaviforceps
Smittia flaviforceps är en tvåvingeart som först beskrevs av Jean-Jacques Kieffer 1924.  Smittia flaviforceps ingår i släktet Smittia och familjen fjädermyggor.
Artens utbredningsområde är Tyskland. Inga underarter finns listade i Catalogue of Life.